# Augusto Duquesne
Augusto C. Duquesne Palacios (L'Avana, 25 novembre 1969) è un ex cestista cubano.

## Carriera
Con Cuba ha disputato i Campionati mondiali del 1994.